# Juan José Guerra Abud
Juan José Guerra Abud (Toluca, Estado de México, 4 de enero de 1952) es un empresario y político mexicano, miembro del Partido Verde Ecologista de México, que se desempeñó como secretario de Medio Ambiente y Recursos Naturales en el gobierno de Enrique Peña Nieto.
Juan José Guerra Abud es ingeniero industrial por la Universidad Anáhuac graduado con mención honorífica y cuenta con una maestría en Economía de la Universidad del Sur de California. Ha ocupado diversos puestos en la administración pública y en la iniciativa privada. Fue director general de Krone Comunicaciones y de Unitec-Bölhoff, empresas de capital alemán relacionadas con sistemas de comunicación y autopartes.
En 1994 fue designado como secretario de Desarrollo Económico del gobierno del Estado de México por el entonces gobernador Emilio Chuayffet, permaneciendo en el cargo cuando este último fue sustituido por César Camacho Quiroz. En 2000 es nombrado presidente ejecutivo de la Asociación Nacional de Productores de Autobuses, Camiones y Tractocamiones (ANPACT), permaneciendo en dicho cargo hasta 2009, en el que fue elegido diputado federal a la LXI Legislatura de 2009 a 2012, el 21 de julio de 2009 fue nombrado como coordinador de la bancada del Partido Verde en la Cámara de Diputados.
El 1 de diciembre de 2012 fue designado titular de la Secretaría de Medio Ambiente y Recursos Naturales (SEMARNAT) por el presidente Enrique Peña Nieto y designado consejero de Petróleos Mexicanos (PEMEX) y de la Comisión Federal de Electricidad (CFE). Fue presidente de los Consejos Técnicos de la Comisión Nacional del Agua (CONAGUA) y de la Comisión Nacional Forestal (CONAFOR) concluyendo con el cargo el 27 de agosto de 2015 cuando presentó su renuncia. Es consejero del Centro Mario Molina.
Fue presidente fundador del Patronato de la Orquesta Sinfónica del Estado de México, profesor en diversas instituciones académicas de Economía y Matemáticas Financieras y ha escrito sobre diversos temas en medios mexicanos.
Inició su misión diplomática como titular de la Embajada de México en Italia el 18 de enero de 2016.[cita requerida] Fue embajador concurrente ante Albania, Malta y San Marino hasta el 30 de noviembre de 2018.

### Reconocimientos y condecoraciones
- Medalla Liderazgo Anáhuac en Ingeniería otorgada por Universidad Anáhuac el 21 de enero de 2015
- Grã-cruz da Ordem do Mérito otorgada por el Gobierno de Portugal el 20 de febrero de 2015
- Knight Commander of the most excellent order of the British Empire otorgada por Reino Unido el 2 de marzo de 2015
- Gran Cruz de la Orden de Isabel la Católica otorgada por el Gobierno de España el 26 de junio de 2015
- Insignia de “Grand Officier de l'ordre national du Mérite” otorgada por la República Francesa en 10 de junio de 2016
- “Cavaliere di gran croce“ otorgada por el Gobierno Italiano el 10 de octubre de 2016
- Medalla de Oro por su carrera diplomática otorgada por   MAISON DES ARTISTES 7 de abril del 2017